# Alt Foix
L'Alt Foix és l'agrupació de municipis que va es va crear l'any 2001 per la necessitat d'agrupar sis municipis de l'Alt Foix: Font-rubí, Pontons, Sant Martí Sarroca, Torrelles de Foix i Vilobí del Penedès.
L'Institut de l'Alt Foix és el centre educatiu de secundària que dona servei a quatre dels cinc municipis que formen l'Alt Foix: Sant Martí Sarroca, Torrelles de Foix, Font-rubí i Pontons. Actualment la seva oferta educativa és de tres línies d'ESO i una de Batxillerat.